# 社会改良论
社会改良论起源于意大利语「migliorare」（意为改进），持该论点者旨在通过一系列温和民主的措施而非剧烈改革从内部来改进意大利资本主义体系。该观点由意大利著名政治家、共产党乔治·阿门多拉（Giorgio Amendola）在二战后提出，希望通过逐步放弃马克思主义而采用社会民主和改良理论。该理论与温和的左翼政党如意大利社会党、意大利社会民主党相一致。

## 著名社会改良论者
- 乔治·纳波利塔诺（Giorgio Napolitano），意大利前总统
- 乔治·阿门多拉（Giorgio Amendola），意大利政治家
- Emanuele Macaluso
- Nilde Iotti
- Giancarlo Pajetta
- Luciano Lama